# Nokia 6600
Nokia 6600 és un telèfon mòbil comercialitzat a partir del 2003. En aquell moment fou el producte més avançat creat per Nokia. És un smartphone que executa el sistema operatiu Symbian OS en la plataforma S60. Una variant d'aquest model va ser comercialitzat als Estats Units com Nokia 6620.